# Бера (граф Барселоны)

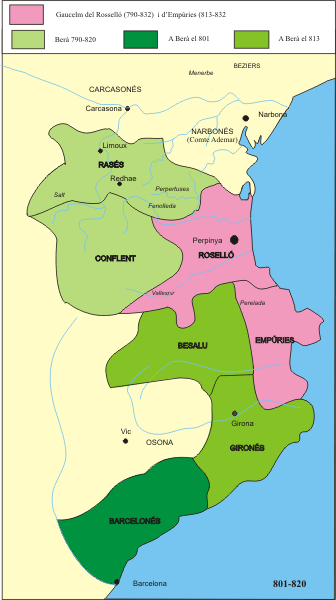
Владения Беры в 790—820 годах

Бера́ (исп. Bera, кат. Berà; умер в 844, Руан) — граф Барселоны и маркграф Готии (801—820), правитель графства Жероны и пага Бесалу (между 812 и 820—820), владелец пагов Разе и Конфлан (790—814); представитель рода Гильемидов.

## Биография

### Правление
Бера — старший сын графа Тулузы Гильома Желонского от первого брака с Кунегондой. Около 790 года Бера получил от отца управление Разе и Конфланом, а Руссильон (с областью Вальеспир) и Ампурьяс перешли к сыну от другого брака Госельму.
В 796 году вали Барселоны Саадун аль-Руайни решил восстать против эмира Кордовы Аль-Хакама I. В апреле 797 года он поехал в Ахен, где в обмен на помощь Карла Великого в борьбе против эмира предложил подчинить франкам Барселону. Весной 800 года Карл созвал ассамблею в Тулузе, на которой было решено отправить в Барселону сына Карла, короля Аквитании Людовика Благочестивого вместе с армией, в которую вошли граф Жироны Ростан, Нарбонны Адемар, а также граф Тулузы Гильом и его сын Бера. Армия выступила к Барселоне, однако Саадун не выполнил договорённости, помирившись к тому времени с эмиром. В результате франкская армия осадила Барселону. Саадун попытался бежать в Кордову, но был схвачен. Новый вали Харун пытался обороняться, но в итоге жившие в городе готы-христиане, измученные голодом и тяготами осады, 3 апреля 801 года приняли решение сдать город. Людовик Благочестивый вошёл в город на следующий день. Графом покорённого города Людовик назначил Беру, получившего также титул маркграфа Готии. Под его управлением оказалось пограничное графство.
Считается, что Бера под влиянием матери (возможно, вестготки по происхождению) был приверженцем мирных отношений с мусульманской Испанией. Однако он был вынужден участвовать во франкских походах, чтобы расширить территорию графства до реки Эбро, которая могла служить естественной границей графства. Считается, что эти походы были в 804, 808 и 809 годах. Целью их был город Тортоса. Первые 2 похода окончились неудачно. Поход 809 года по сообщениям мусульманских историков окончился также неудачно, однако по сообщению франкских источников город был взят. В 812 году по инициативе Беры было заключено трёхлетнее перемирие с Кордовским эмиратом.
В том же году Бера вместе с рядом других графов был вызван в Ахен на императорский суд, поскольку их обвинили несколько вестготских дворян в несправедливом взимании налогов. Однако графам удалось оправдаться.
После смерти отца, скончавшегося в 812 году, Бера в 814 году передал паги Разе и Конфлан, преобразованные в самостоятельное графство, под управление своему сыну Гильемунду. Между 812 и 820 годом к владениям Беры были присоединены графство Жирона и пагус Бесалу, до этого управлявшиеся графом Одилоном.
После окончания перемирия с мусульманами, в 815 году возобновилась война. Кордовская армия под командованием Убайда Аллаха Абу Марвана, дяди эмира Аль-Хакама I, напала на Барселону, однако Бере с помощью вестготских наёмников удалось отбить нападение. Эта победа увеличила престиж Беры и улучшила отношения с местной знатью. В феврале 817 года было заключено новое трёхлетнее перемирие.
В 817 году жившие в Памплоне баски в союзе могущественным мусульманским родом Бану Каси, владения которого находились в долине Эбро и Арагона восстали против франкского владычества. Это восстание было использовано противниками Беры, сторонника перемирия с мусульманами. Возглавляли противников Беры его братья, Госельм, граф Руссильона и Ампурьяса, и Бернар (позже он стал известен как Бернар Септиманский), которые считали перемирие противоречащим интересам империи. В феврале 820 года состоялась ассамблея в Ахене, на которую приехал и Беро. Жоссельм Руссильонский прислал вместо себя гота Санилу, который обвинил Беру в измене. Для решения спора был назначен судебный поединок между Берой и Санилой, в котором победил Санила. В результате обвинение было признано доказанным и ассамблея приговорила Беру к смертной казни. Однако император, который не считал Беру предателем, заменил казнь на ссылку в Руан, где Бера и умер в 844 году.
Владения Беры были разделены. Барселона, Жирона и Бесалу были переданы франку Рампо, а Разе и Конфлан остались в руках у сына Беры, Гильома, который фактически управлял ими уже с 812 года.

### Семья
Жена: Ромелла. Дети:
- Гильемунд (умер после 827) — граф Разе и Конфлана в 814—827 годах
- Аргила (умер между 30 июля 844 и 24 февраля 846) — граф Разе и Конфлана 844 — не позднее февраля 846 года
- Мило (умер после 865)
- Ротруда (умерла после 844); муж: Аларик (умер ранее 844).